# Saab MFI-15 Safari
Le Saab MFI-15 Safari est un avion monomoteur léger d'entraînement, construit par le Suédois Saab dès 1971.
Souhaitant développer pour les besoins du marché un appareil d'entraînement léger, Saab se tourna vers le constructeur qu'il venait d'acquérir en 1968, Malmö Flygindustri AB (MFI). Ce dernier proposait depuis 1966 un avion éprouvé par l'expérience de terrain : le MFI-9. De structure métallique l'avion se présentait avec un empennage classique, un train tricycle et une voilure médiane qui libérait le champ de vision d'un poste de pilotage très aéré. Développé à partir de cette cellule, un prototype du futur MFI-15 motorisé par un 4 cylindres Lycoming IO-320-B2 de 160 ch (119 kW) décolla pour la première fois le 11 juillet 1969. Après de nombreux essais, la puissance du moteur parut insuffisante et l'empennage se montra trop sensible aux conditions rustiques des terrains d'intervention. Un nouveau prototype reçut alors le moteur actuel de 200 ch (149 kW), puis un nouvel empennage en « T » avec stabilisateurs horizontaux entièrement mobiles. Dès son premier vol, le 26 février 1971, l'avion montra des qualités satisfaisantes. Il entra en production sous le nom Safari.
Sa voilure monoplan se reconnaît à sa flèche inversée caractéristique de 5°. Elle présente de plus un dièdre positif de 1,8° ainsi qu'un angle d'incidence positif de 2,8°. En option le compartiment à bagages pouvait accueillir un siège passager.
250 unités, comprenant Safari et Supporter, auront été produites par Saab.

## Variantes
- Saab MFI-17 Supporter

Aussi nommé T-17 dans la version danoise (photo de la fiche), il s'agit d'une version militarisée dotée de six pylônes sous les ailes, autorisant jusqu'à 300 kg de charges. Équipé d'une motorisation identique, il fit son premier vol le 6 juillet 1972. L'avion pouvait emporter divers armements comme des nacelles de mitrailleuse 7,62 mm, des missiles anti-chars et des roquettes. Assez robuste, il a souvent été exploité comme utilitaire pour des missions civiles.
- Mushshak

Il s'agit d'un MFI-17 Supporter construit sous licence au Pakistan, d'abord en kit dès 1976 à 92 exemplaires, puis directement par le Pakistan Aeronautical Complex situé à Kamra à partir de 1981 lors de la fin de la production par Saab, à 120 exemplaires.
- Super Mushshak[4]

Aussi désigné MFI-395, cet avion est une amélioration pakistanaise du MFI-17. Il reçoit, entre autres, le moteur 6 cylindres Textron Lycoming IO-540-V4A5 de 260 ch (194 kW), une hélice à trois pales, l'air conditionné, le trim électrique et un équipement ILS en option. Ces modifications lui permettent une vitesse de croisière de 240 km/h, et une vitesse maximale de 270 km/h. La distance franchissable s'étend jusqu'à 850 km, et son plafond pratique atteint 6 700 m en dépit d'une masse de 998 kg. Il est exporté pour la première fois en 2004.

## Utilisateurs
[Quand ?]
- MFI-17 Supporter

 Danemark : Force aérienne royale danoise - (32)

 Norvège : Force aérienne royale norvégienne - (23)

 Pakistan : Force aérienne pakistanaise - (28 vendus par Saab, 92 assemblés en kit)

 Sierra Leone : Force de défense du Sierra Leone - (2) 

 Zambie : Commandement de la force aérienne et de la défense aérienne zambienne - (20)
- Mushshak

 Iran : Force aérienne de la République islamique d'Iran - (25)

 Oman : Force aérienne royale d'Oman - (8)

 Pakistan : Force aérienne pakistanaise- (149)

 Syrie : Armée de l'air syrienne - (6)
- Super Mushshak

 Arabie saoudite - Force aérienne royale saoudienne - (20)

 Irak - Force aérienne irakienne - (20 commandé en février 2014)

## voir aussi

### Développement lié
- MFI-17 Mushshak (en)
- PAC Super Mushshak (en)